# Jordan Chan

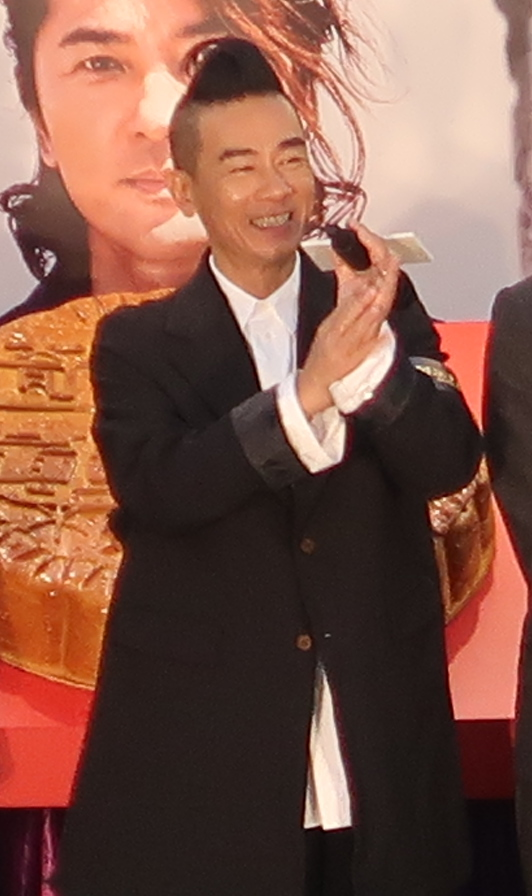
Jordan Chan (2018)

Jordan Chan Siu-chun (chinesisch 陳小春 / 陈小春, Pinyin Chén Xiǎochūn, Jyutping Can4 Siu2ceon1, kantonesisch Chan Siu-chun; * als Chen Xiaozhen 陳小臻 / 陈小臻,  Chén Xiǎozhēn, Jyutping Can4 Siu2zeon1, kantonesisch Chan Siu-tsun 8. Juli 1967 in Huizhou, Provinz Guangdong, auch bekannt als Jordon Chan, Andy Chan) ist ein chinesischer Schauspieler und Sänger. Er wurde an der Seite von Ekin Cheng durch die Young and Dangerous-Filme auch einem westlichen Publikum bekannt. 2021 änderte er sein chinesischer Name von Chén Xiǎochū in Chen Taiquan (陳泰銓 / 陈泰铨,  Chén Tàiquán, Jyutping Can4 Taai3cyun4).

## Karriere
Chans Karriere begann im Jahr 1985 beim chinesischen Fernsehsender Television Broadcasts Limited in Hongkong, als er sich im Kurs der „TVB Dancers“ einschrieb. Kurz nach seinem Abschluss schloss er sich einigen Truppen des TVB-Studios an, wo er verschiedene Sänger und Künstler während ihrer Live-Auftritte begleitet hat. Er arbeitete mit Künstlern wie Alan Tam, Leslie Cheung und Anita Mui zusammen, bevor er von einem Produzenten eingeladen wurde, eine eigene Platte aufzunehmen.
Im Jahr 1994 debütierte er mit dem Film Twenty Something. Chan erhielt seither mehrere Nominierungen für den Hong Kong Film Award: zwei für seine Rolle in She’s a Man (1994) und je eine für Heaven Can’t Wait (1995) und The Big Bullet (1996). Mit dem Gang-Drama Young and Dangerous aus dem Jahr 1996 etablierte sich Chan als Triaden-Darsteller. Der Film war ein großer Erfolg und führte zu mehreren Fortsetzungen und Spin-Offs, bevor die Serie im Jahr 2000 abgeschlossen wurde. 2005 spielte Chan neben Jay Chou als Kyoichi Sudo in Initial D. 2016 spielte er an der Seite von Jet Li und Fan Bingbing in League of Gods. In den letzten Jahren ist er vor allem für seine Rollen in Komödien bekannt.
Musikalisch ist Chan dafür bekannt, dem Cantopop eine gewisse Hip-Hop-Note zu verleihen.

## Privates
2010 heiratete Chan in Las Vegas die Hongkong-Schauspielerin Cherrie Ying (應采兒) aus Taiwan. Die beiden haben gemeinsam zwei Söhne. Ihr gemeinsamer ältester Sohn Jasper (陳胤捷) wurde im Jahr 2013 geboren. Ihr jüngster Sohn kam 2020 zur Welt.

## Filmografie (Auswahl)
- 1994: Twenty Something
- 1995: Der Himmel kann nicht warten (Jiu shi Shengun)
- 1996: Young and Dangerous
- 1996: Young and Dangerous 2
- 1996: Young and Dangerous 3
- 1996: The Big Bullet
- 1997: Downtown Torpedos
- 1997: Young and Dangerous 4
- 1997: Hot War
- 1997: Enter the Eagles
- 1998: Bio Zombie
- 1998: Vampire Hunter D
- 2002: Sleeping with the Dead
- 2002: The Spy Dad
- 2003: Colour of the Truth
- 2003: Men Suddenly in Black
- 2005: Initial D
- 2005: Men Suddenly in Black 2
- 2006: Lethal Angels
- 2008: Legend of the Fist
- 2010: Once a Gangster
- 2011: White Vengeance
- 2011: Das Geheimnis der Drachenperle (The Dragon Pearl)
- 2013: Ip Man: The Final Fight (Yip Man: Junggik yat jin)
- 2014: Mr. Lucky
- 2016: Buddy Cops
- 2018: Operation Golden Job (Huangjin Xiongdi)
- 2020: Back on the Society (Zai zhan Jianghu)

Quelle: Hong Kong Movie Database